# Lista de pedidos de impeachment de Jair Bolsonaro
Jair Bolsonaro foi o presidente que mais recebeu pedidos de impeachment na história do Brasil, com mais pedidos em um ano de governo do que durante todos os mandatos de Dilma Rousseff, que recebeu 68 pedidos. Porém, os pedidos não tramitaram, pois Rodrigo Maia e Arthur Lira, presidentes da Câmara dos Deputados, os colocou em análise por tempo indeterminado. Durante seu mandato, Bolsonaro recebeu o total de 197 pedidos de impeachment.

## Lista
| Nº        | data                    | proponente | motivo | situação                                                | referência |
| --------- | ----------------------- | --- | --- | ------------------------------------------------------- | ---------- |
| 1         | 5 de fevereiro de 2019  | Antonio Jocelio da Rocha | Crime de responsabilidade, por ter transformado “o Estado em escravos de dívidas públicas criminosas”. | Arquivado por problemas na assinatura                   | [ 3 ]      |
| 2         | 13 de março de 2019     | Diva Maria dos Santos | Quebra de decoro, pela publicação do vídeo do Golden Shower na conta oficial do Twitter. | Em análise                                              | [ 4 ]      |
| 3         | 2 de abril de 2019      | Carlos Alexandre Klomfahs | Crime de responsabilidade, por ter autorizado a divulgação de um vídeo defendendo a Ditadura Militar nos meios de comunicação oficiais do governo. | Em análise                                              | [ 5 ]      |
| 4         | 27 de agosto de 2019    | - Diogo Machado Soares dos Reis - Natália Zaniboni Ferrari - Fernando Luiz do Nascimento | Crime de responsabilidade por comentários hostis sobre a suspensão de repasses da Alemanha e Noruega para o Fundo Amazônia e crime de ódio e crime de responsabilidade por quebra de decoro por falas xenófobas contra o programa Mais Médicos e falas homofóbicas e ameaças contra a Ancine e o curta Afronte. | Em análise                                              | [ 6 ]      |
| 5         | 5 de novembro de 2019   | Flávia Pinheiro Froés | Quebra de cadeia de custódia de prova penal por acessar o histórico de ligações da portaria do Vivendas da Barra durante a investigação do Assassinato de Marielle Franco, crime de improbidade administrativa por ter aberto inquérito no Ministério da Justiça contra o porteiro e delegados envolvidos no caso, crime de responsabilidade por falas contra os jornais Folha de S. Paulo, O Estado de S. Paulo e O Globo e o Supremo Tribunal Federal, incluindo o cancelamento de assinaturas de jornais e revistas e ameaça de acabar com contratos públicos. O pedido também pede o impeachment de Paulo Guedes por alusão ao AI-5. | Em análise                                              | [ 7 ]      |
| 6         | 8 de janeiro de 2020    | Felipe dos Santos Fontes | Apoio ao ataque dos Estados Unidos no ataque no Aeroporto Internacional de Bagdá, que resultou na morte do general Qasem Soleimani. | Em análise                                              | [ 8 ]      |
| 7         | 21 de fevereiro de 2020 | João Carlos Augusto Melo Moreira | Bolsonaro foi acusado de onze crimes, sendo nove crimes de responsabilidade contra a probidade na administração relacionados ao Assassinato de Marielle Franco, um por atacar a imprensa, e um crime contra a humanidade por atentar contra a vida dos povos indígenas. | Em análise                                              | [ 9 ]      |
| 8         | 2 de março de 2020      | Vilson Pedro Nery | Crime de responsabilidade por publicar vídeo no WhatsApp convocando atos contra o Congresso e o Supremo Tribunal Federal no dia 15 de março de 2020. Também pede o impeachment de Hamilton Mourão por agir contra o Brasil e seus interesses ao atacar as instituições. | Em análise                                              | [ 10 ]     |
| 9         | 3 de março de 2020      | Flávia Pinheiro Fróes | Adendo ao pedido número 5 por continuidade delitiva e ameaça à democracia pelos atos de 15 de março. | Em análise                                              | [ 11 ]     |
| 10        | 5 de março de 2020      | João Carlos Augusto Melo Moreira | Crime de responsabilidade contra a improbidade da administração por 24 crimes variados, incluindo sete quebras de decoro, insulto sexual à jornalista Patrícia Campos Mello, acusação de que a jornalista Miriam Leitão inventou a tortura que sofreu durante a Ditadura Militar, e oito crimes contra a administração pública, como o desmonte da fiscalização ambiental, botar a culpa dos incêndios na Amazônia nas ONGs, liberação de agrotóxicos prejudiciais a saúde, corte de verbas das universidades e transporte de 39 kg de cocaína no avião presidencial. | Em análise                                              | [ 12 ]     |
| 11        | 17 de março de 2020     | Leandro Grass (REDE) | Seis crimes de responsabilidade por declarar que teria provas que a eleição presidencial de 2018 foi fraudada, comemoração do Golpe Militar de 1964, ofensas a jornalista Patrícia Campos Mello e convocação às manifestações golpistas de 15 de março de 2020, que configurariam oposição ao livre exercício do Poder Judiciário, quebra de decoro, incitação de militares à desobediência à lei, atentado à Constituição Federal e ao livre exercício dos três poderes. | Em análise                                              | [ 13 ]     |
| 12        | 18 de março de 2020     | Sidney Duran | Crime de responsabilidade por convocações às manifestações golpistas de 15 de março de 2020 e quebra de decoro por ofensas às jornalistas Vera Magalhães e Patrícia Campos Mello. | Em análise                                              | [ 14 ]     |
| 13        | 18 de março de 2020     | - Fernanda Melchionna (PSOL) - Sâmia Bomfim (PSOL) - David Miranda (PSOL) - Outras 220 personalidades e um milhão de assinaturas digitais | Crime de responsabilidade por convocações às manifestações golpistas de 15 de março de 2020, incluindo o uso da Secom para divulgar os atos, falta de repreensão ao General Augusto Heleno, elogios a Ditadura Militar e violação de direitos humanos. Também cometeu infração de medida sanitária por sua gestão na Pandemia de COVID-19. | Em análise                                              | [ 15 ]     |
| 14        | 19 de março de 2020     | Alexandre Frota (PSDB) | Crimes contra a segurança nacional e a saúde pública por convocar e participar de manifestações contra o Congresso Nacional e o Supremo Tribunal Federal, que também pediram a reedição do AI-5, e crimes contra a administração pública por atacar a imprensa profissional. | Em análise                                              | [ 16 ]     |
| 15        | 19 de março de 2020     | Neide Liamar de Souza | Disparo de notícias falsas durante as eleições de 2018, imitando a estratégia do ex-presidente americano Donald Trump e com participação informal de Steve Bannon, postura indevida ao cargo por ofender profissionais de imprensa ao menos duas vezes por semana, e ameaçar o Estado Democrático de direito e atentar expor brasileiros a germes patogênicos no contexto da pandemia de COVID-19 por postar vídeo no WhatsApp e outras redes sociais convocando manifestações para o dia 15 de março, que pediam o fechamento do Congresso Nacional e o Supremo Tribunal Federal. | Em análise                                              | [ 17 ]     |
| 16        | 19 de março de 2020     | Maria Rodrigues de Souza | Mesmo teor do pedido de número 15. Maria é a mãe de Neide e protocolou o pedido separadamente de sua família. | Em análise                                              | [ 18 ]     |
| 17        | 19 de março de 2020     | Luiz Fernando Rabelo de Souza | Mesmo teor do pedido de número 15. Luiz Fernando é irmão de Neide e protocolou o pedido separadamente de sua família. | Em análise                                              | [ 19 ]     |
| 18        | 20 de março de 2020     | Leandro Grass (REDE) | Aditação do pedido de número 11, com assinatura registrada em cartório. O registro não é necessário, mas o autor quis assim o fazer para “afastar qualquer dúvida sobre a validade formal da denúncia ora apresentada”. | Em análise                                              | [ 20 ]     |
| 19        | 25 de março de 2020     | - Fernanda Melchionna (PSOL) - Sâmia Bomfim (PSOL) - David Miranda (PSOL) - Outras 220 personalidades e um milhão de assinaturas digitais | Aditação do pedido de número 13 após declarações de Sérgio Moro de que Bolsonaro teria usado a Polícia Federal para proteger a si mesmo e a sua família. | Em análise                                              | [ 21 ]     |
| 20        | 25 de março de 2020     | Paulo Roberto Iotti Vecchiatti | Crime contra a dignidade, a honra e o decoro por estar constantemente em guerra contra a sociedade civil e os outros Poderes, tentativa nepotista de indicar seu filho, Eduardo Bolsonaro, como embaixador dos Estados Unidos, afirmar algo para depois negar, postura relapsa durante o Dia do Fogo, interferência na Receita Federal, cortes no Bolsa-Família em estados do nordeste e postura diante os vazamentos de óleo em 2019. Atentar contra os direitos e garantias fundamentais por ataques à mídia, Poderes Legislativo e Judiciário, governadores e prefeitos, cortar verbas destinadas a políticas de combate a violência à mulher e cortar agências do INSS. Não tomar a responsabilidade de subordinados por não repreender o ex-Ministro da Educação Abraham Weintraub por ter copiado um discurso nazista. Crime comum por expor a vida ou a saúde de outras pessoas a perigo e infringir determinação do Poder Público destinada a prevenir a introdução ou disseminação de doença contagiosa por postura irresponsável durante a Pandemia de COVID-19, especialmente após discuro de 24 de março, onde incitou a população a agir contra as recomendações das autoridades sanitárias e acusou a imprensa e os governadores de mentirem para a população, e crime comum por preconceito relacionado a pessoas negras, homossexuais, portadores de doenças e de diferentes etnias.                | Em análise                                              | [ 22 ]     |
| 21        | 31 de março de 2020     | - Bruno Espiñeira - Víctor Quintiere - Thiago Pádua - José Rossini | Quebra de decoro pela controvérsia do golden shower e ataques à imprensa, incluindo contra a jornalista Patrícia Campos Mello, crime contra a segurança interna por expor a população ao vírus COVID-19 ao receitar cloroquina em rede nacional, abuso de poder pela exoneração de José Augusto Morelli do Ibama por multar Bolsonaro por pesca ilegal em 2012 e pela exoneração de Ricardo Galvão do Inpe durante as discussões sobre os incêndios na Amazônia, colocar em risco o livre-exercício do Poder Legislativo, Poder Judiciário e dos poderes constitucionais dos Estados, a segurança interna e a probidade na administração pública por permitir que o golpe de 64 fosse comemorado em 2019 e incentivar atos antidemocráticos, quebra do princípio da impessoalidade ao excluir o jornal Folha de S. Paulo de uma licitação pública, instruir empresários a não anunciarem em jornais críticos ao governo e mudar a lógica de verbas publicitárias para a televisão, e fazer discurso expressamente contra as manifestações e políticas públicas de isolamento no dia 24 de março de 2020 no contexto da pandemia de COVID-19. | Em análise                                              | [ 23 ]     |
| 22        | 1 de abril de 2020      | - André Luiz Moura de Oliveira - Ruy Yoshio | Agir de forma incompatível com a dignidade, a honra e o decoro do cargo por atacar a jornalista Patrícia Campos Mello, incentivar e participar de manifestações contra o Supremo Tribunal Federal (STF) em 2020 e discursar no 7 de março em Boa Vista para militares pedindo o fechamento do STF, e irresponsabilidade na gestão da pandemia de COVID-19, incluindo abraços e apertos de mão a apoiadores no dia 15 de março. | Em análise                                              | [ 24 ]     |
| 23        | 6 de abril de 2020      | João Batista de Lima Resende | Conduta indevida e atentando contra a segurança interna do país durante a pandemia de COVID-19 por retardar as medidas pedidas pelo então Ministro da Saúde Luiz Henrique Mandetta em reunião no dia 6 de abril de 2020, e tumultuar e incentivar a quebra de políticas públicas propostas pelo Ministério da Saúde e a Organização Mundial da Saúde, como o lockdown. | Em análise                                              | [ 25 ]     |
| 24        | 9 de abril de 2020      | Valdir Barbosa de Medeiros (PSOL) | Agir de forma incompatível com a honra, dignidade e decoro por incentivar pela sua rede de WhatsApp e participar dos atos antidemocráticos em 2020, crime de saúde pública por desobedecer as medidas de isolamento ao participar dos atos durante a pandemia de COVID-19 e chamar a doença de "resfriadinho" em pronunciamento no dia 24 de março, e ferir o princípio da moralidade administrativa e pessoalidade por tratar os setores de classe do país com preconceito e desprezo e atacar e perseguir a imprensa com cortes de verba. | Arquivado por falta de assinatura digital               | [ 26 ]     |
| 25        | 15 de abril de 2020     | - Paulo Roberto Iotti Vecchiatti - Outras 57 assinaturas | Aditação do pedido de número 20. Bolsonaro foi acusado de violar patentemente direitos e garantias fundamentais e agir de forma incompatível com a dignidade, a honra e o decoro do cargo por postura irresponsável durante sua gestão da pandemia de COVID-19, abuso de poder legitimador do impeachment por se botar acima da lei e continuar gerando aglomerações com a população, entrar em conflito com o Ministro da Saúde Luiz Henrique Mandetta por querer implementar políticas de cunho ideológico e ridicularizar o país no exterior por postura “atécnica e acientífica”. | Em análise                                              | [ 27 ]     |
| 26        | 22 de abril de 2020     | Partido Democrático Trabalhista (PDT), com assinaturas de Carlos Lupi, Walber Agra e Ciro Gomes | Violação do direito à saúde por ir contra as normas do Ministério da Saúde e dos estados e municípios brasileiros no contexto da Pandemia de COVID-19, com destaque ao dia 29 de março, quando Bolsonaro caminhou em Brasília incentivando que a população voltasse a trabalhar, crime contra a segurança nacional por endossar manifestações antidemocráticas, que clamavam por uma intervenção militar, a reedição do AI-5 e o fechamento do Congresso Nacional e do Supremo Tribunal Federal, com destaque ao vídeo publicado em fevereiro onde Bolsonaro convoca o povo a participar das manifestações, incapacidade de comunicação entre o presidente e os governadores, como quando o Governo Federal não auxiliou o Estado do Maranhão na compra de respiradores, que precisou comprá-los da China via Etiópia e a Receita Federal considerou a operação ilegal, e improbidade administrativa por mudanças de quadro na administração, exonerações no Ibama e no Inep, ameaça de extinção da Ancine e a exoneração do ex-Ministro da Saúde Luiz Henrique Mandetta por tentar seguir diretrizes da Organização Mundial da Saúde. | Arquivado por falta de assinatura digital de Ciro Gomes | [ 28 ]     |
| 27        | 23 de abril de 2020     | José Manoel Ferreira Gonçalves | Agir de modo incompatível com a dignidade, a honra e o decoro do cargo por divulgar vídeo do golden shower no carnaval de 2019, demitir o fiscal do Ibama que o multou por pesca ilegal em 2012, criar comissão para avaliação ideológica do ENEM, determinar a comemoração do golpe de 64 em 2019, extinguir cargos comissionados do Mecanismo Nacional de Prevenção e Combate à Tortura, declarar que não existia fome no Brasil, questionar dados do Inpe e minimizar os incêndios na Amazônia, crime de responsabilidade por convocar manifestantes para os atos antidemocráticos no dia 15 de março, e portar-se com animosidade contra os Governadores de Estados nas reuniões de combate a pandemia de COVID-19 no dia 25 de março. | Em análise                                              | [ 29 ]     |
| 28        | 23 de abril de 2020     | Valdir Barbosa de Medeiros (PSOL) | Mesmo teor do pedido de número 24, porém com a assinatura digital. | Em análise                                              | [ 30 ]     |
| 29        | 23 de abril de 2020     | João Pedro Bória Caiado de Castro | Crime contra a segurança nacional por ocultar estar com COVID-19, interagir com a população sem máscara, apoiar, com aglomeração, movimentos antidemocráticos contra os outros poderes, fomentar a disseminação da pandemia, não agir no momento oportuno para fechar as fronteiras e induzir a população ao erro ao minimizar a pandemia. | Em análise                                              | [ 31 ]     |
| 30        | 24 de abril de 2020     | Partido Democrático Trabalhista (PDT), com assinaturas de Carlos Lupi e Walber Agra | Mesmo teor do pedido de número 26, mas com a autoria de Ciro Gomes retirada pela falta de assinatura digital. | Em análise                                              | [ 32 ]     |
| 31        | 24 de abril de 2020     | - Joênia Wapichana (REDE) - Fabiano Contarato (REDE) - Randolph Frederich Rodrigues Alves (REDE) - Pedro Ivo de Souza Batista - Laís Alves Garcia | Uso de violência ou ameaça contra funcionário público para coagí-lo a proceder ilegalmente por ter exonerado o diretor da Polícia Federal, Maurício Valeixo, por interesses pessoais, exonerado Ricardo Saadi, da Superintendência da PF no Rio de Janeiro, e tê-lo substituído por Carlos Henrique Oliveira, ter assediado o órgão para nomear Alexandre Silva Saraiva como superintendente, e interferir na Receita Federal e no Coaf. Bolsonaro teria feito isto para interferir nas investigações do caso das rachadinhas, que envolve seu filho Flávio Bolsonaro, o Inquérito das Fake News, que involve seus filhos Carlos e Eduardo Bolsonaro, e o inquérito do STF que investiga as manifestações favoráveis a Ditadura Militar, que envolve o próprio presidente. | Em análise                                              | [ 33 ]     |
| 32        | 27 de abril de 2020     | Joice Hasselmann (PSL-SP) | Permitir, de forma expressa ou tácita, a infração de lei federal de ordem pública pela exoneração do diretor da Polícia Federal, Maurício Valeixo, sem a autorização do Ministro da Justiça Sérgio Moro e servir-se das autoridades sob sua subordinação imediata para praticar abuso do poder, ou tolerar que essas autoridades o pratiquem sem repressão sua por tentar nomear um substituto que fosse seu aliado e repassasse informações sensíveis sobre as investigações sobre seus filhos. | Em análise                                              | [ 34 ]     |
| 33        | 27 de abril de 2020     | - Jefferson Forest - Paulo Augusto Machado - Lucas Lima | Expedir ordens ou fazer requisição de forma contrária às disposições expressas da Constituição, infringir no provimento dos cargos públicos as normas legais, coagir de funcionários públicos, assim como agir de maneira indecorosa pela exoneração do diretor da Polícia Federal, Maurício Valeixo e por pedir informações à PF sobre o assassinato de Marielle Franco. | Em análise                                              | [ 35 ]     |
| 34        | 27 de abril de 2020     | Movimento Brasil Livre (MBL), com assinatura de Rubens Alberto Gatti Nunes | Falsidade Ideológica por ter exonerado o diretor da Polícia Federal, Maurício Valeixo, sem a permissão do Ministro da Justiça Sérgio Moro, chegando até mesmo a falsificar sua assinatura, e quebra de decoro e atos contra o livre exercício dos poderes Legislativo e Judiciário por participar de atos antidemocráticos que pediam a promulgação do AI-5 e o fechamento do Congresso Nacional e do Supremo Tribunal Federal. | Em análise                                              | [ 36 ]     |
| 35        | 29 de abril de 2020     | Partido Socialista Brasileiro (PSB), com assinaturas de Alessandro Lucciola Molon, Aliel Machado, Bira do Pindaré, Camilo Capiberibe, Danilo Cabral, Denis Bezerra, Elias Vaz, Gervásio Maia, Gonzaga Patriota, Júlio Delgado, Lídice da Mata, Luciano Ducci, Marcelo Nilo, Rafael Motta, Tadeu Alencar e Vilson da Fetaemg                  | Colocar vidas em risco, à medida que desconsiderou dados científicos e estimulou que as pessoas saiam às ruas e participou de aglomerações, com destaque ao seu passeio no Distrito Federal no dia 29 de março, padrões antidemocráticos em sua conduta enquanto presidente, crime de obstrução da Justiça pela exoneração do diretor da Polícia Federal, Maurício Valeixo e crimes contra a Federação e a liberdade de imprensa pelos atos antidemocráticos de 15 de março. | Em análise                                              | [ 37 ]     |
| 36        | 5 de maio de 2020       | Roberto Lourenço Cardoso | Quebra e decoro e ameaças à democracia por diversas falas, incluindo fala em entrevista para a Folha de S. Paulo em 2010 onde disse que “se o filho começa a ficar assim, meio gayzinho, [ele] leva um couro e muda o comportamento dele”, regressão das políticas públicas ambientais e processos de regularização de territórios indígenas e quilombolas, ameaças à democracia, falas autoritárias e ataques à imprensa, e ameaça a soberania nacional por políticas radicais de privatização de empresas estatais. Também pontua que a presidência foi beneficiada pela proliferação de fake news. | Arquivado pela assinatura digital não ser do proponente | [ 38 ]     |
| 37        | 6 de maio de 2020       | Márcio Pinto Tuma e outros 22 advogados | Atentado contra à vida e à saúde pública e quebra da dignidade, honra e decoro tocante ao cargo de Presidente da República por minimizar os efeitos do coronavírus e descumprir as recomendações de saúde durante a pandemia, atentado ao Estado Democrático de Direito por promover aglomerações e participar dos atos antidemocráticos no dia 15 de março e ato pedindo intervenção militar no dia 4 de maio, atentado às instituições democráticas pelo uso da Polícia Federal para fins pessoais, e outros crimes como descumprimento de decisão do poder judiciário e improbidade administrativa. | Em análise                                              | [ 39 ]     |
| 38        | 6 de maio de 2020       | Associação Brasileira de Imprensa (ABI), com assinatura de Paulo Jerônimo de Sousa | Incitar a desobediência à lei e infração à disciplina ao público militar por discursar pedindo intervenção militar na frente do Quartel General do Exército no dia 19 de abril, contrariedade a princípio constitucional e modo de proceder incompatível com a dignidade, a honra e o decoro do cargo de Presidente da República por negar acesso a relatórios sigilosos da Polícia Federal e incompatibilidade com a dignidade de um Chefe de Estado e o rebaixamento da credibilidade do Brasil nas relações internacionais por colocar a vida dos brasileiros em risco durante a pandemia de COVID-19. | Em análise                                              | [ 40 ]     |
| 39        | 6 de maio de 2020       | Alexandre Frota (PSDB) | Crime de improbidade administrativa, infração do princípio da impessoalidade na administração pública e falta de decoro por destituir o diretor da Polícia Federal, Maurício Valeixo, para proteger sua família de investigações criminais e desvio de finalidade por ter indicado outro diretor amigo dos investigados com ar de legalidade. | Em análise                                              | [ 41 ]     |
| 40        | 7 de maio de 2020       | Valdir Barbosa de Medeiros (PSOL) | Aditamento ao pedido de número 28, afirmando que Bolsonaro teria cometido possíveis crimes de responsabilidade, falsidade ideológica, coação no curso processo, prevaricação, obstrução jurídica, corrupção passiva e ação caluniosa pela exoneração de Maurício Valeixo da diretoria da Polícia Federal e falsidade ideológica pela falsificação da assinatura do Ministro da Justiça Sergio Moro. | Em análise                                              | [ 42 ]     |
| 41        | 12 de maio de 2020      | Mario Berti Filho (PSB) | Atentar contra a segurança interna do país e a probidade na administração por criar no Brasil uma crise política e moral por sua incapacidade de gerir o Brasil, incluindo sua gestão da pandemia de COVID-19, exonerar o diretor-geral da Polícia Federal Maurício Valeixo e negociar cargos públicos em troca de apoio no Congresso Nacional para evitar seu impeachment. | Em análise                                              | [ 43 ]     |
| 42        | 21 de maio de 2020      | - PT - PCdoB - PSOL - PSTU - PCB - PCO - UP - Mais de 400 organizações sociais, juristas e personalidades públicas | Apoio ostencivo e participação direta em atos anditemocráticos, onde foi pedido o fechamento do STF, e do Congresso e a Ditadura Militar e o AI-5 foram enaltecidos, além do uso da Secom para a convocação nos atos do dia 15 de março, ataques à imprensa, ofensas a governadores e prefeitos no contexto da pandemia de COVID-19, afirmar que "eu sou a constituição", usar o cargo para fins pessoais, incluindo a desoneração do Diretor-Geral da Polícia Federal, e omenosprezo e sabotagem a medidas contra a pandemia de COVID-19, incluindo o incentivo ao uso da cloroquina, o lançamento da campanha “O Brasil Não Pode Parar” pela Secom e a demissão do Ministro da Saúde Luiz Henrique Mandetta. | Em análise                                              | [ 44 ]     |
| 43        | 21 de maio de 2020      | - PT - PCdoB - PSOL - PSTU - PCB - PCO - UP - Mais de 400 organizações sociais, juristas e personalidades públicas | Mesmo teor do pedido de número 42. Ele foi protocolado duas vezes na Câmara dos Deputados. | Em análise                                              | [ 45 ]     |
| 44        | 27 de maio de 2020      | Roberto Lourenço Cardoso | Grosserias diárias durante a presidência, regressão de políticas públicas e ambientais e de regularização de territórios indígenas e quilombolas, proferir ameaças à democracia, e colocar em risco a soberania nacional ao adotar política radical de privatização de estatais, | Em análise                                              | [ 46 ]     |
| 45        | 27 de maio de 2020      | Neide Liamar de Souza e família | Mesmo teor do pedido de número 15, além de ir contra as recomendações da OMS e outros órgãos ao combate da pandemia de COVID-19, quando como quando convocou as manifestações de março de 2020, que também tiveram um teor antidemocrático, e a saída de Luiz Henrique Mandetta do Ministério da Saúde, por ter sido exonerado, e Sérgio Moro do Ministério da Justiça, pela exoneração do Diretor-Geral da Polícia Federal Maurício Valeixo. | Em análise                                              | [ 47 ]     |
| 46        | 1 de junho de 2020      | José Pedro Fernandes Guerra de Oliveira | Incitar a população a participar dos atos antidemocráticos em 2020, que atentavam contra a separação dos poderes, omissão e falta de políticas públicas durante a pandemia de COVID-19, incluindo a campanha O Brasil Não Pode Parar, publicada pela Secom, atentados contra a Segurança Interna pelos atos antidemocráticos e tentativas de armar a população, ofensas à imprensa e uso de palavras de baixo calão. | Em análise                                              | [ 48 ]     |
| 47        | 4 de junho de 2020      | - PT - PCdoB - PSOL - PSTU - PCB - PCO - UP - Mais de 400 organizações sociais, juristas e personalidades públicas | Mesmo teor do pedido de número 42. É a terceira vez que foi protocolado na Câmara dos Deputados. | Em análise                                              | [ 49 ]     |
| 48        | 8 de junho de 2020      | Genilson Robson de Oliveira | Minimizar a pandemia de COVID-19, apoiar manifestações antidemocráticas em 2020, que além de pedirem o fechamento do Congresso e do STF causaram um risco à saúde pública, e causar diversos escândalos durante a presidência. | Em análise                                              | [ 50 ]     |
| 49        | 9 de junho de 2020      | - Adriano Oliveira da Luz - Schirlei Filgueiras de Oliveira | Alteração de dados sobre a pandemia de COVID-19 divulgados pelo Ministério da Saúde. | Em análise                                              | [ 51 ]     |
| 50        | 15 de junho de 2020     | - Adriano Oliveira da Luz - Schirlei Filgueiras de Oliveira | Mesmo teor do pedido de número 49. Ele foi protocolado duas vezes. | Em análise                                              | [ 52 ]     |
| 51        | 19 de junho de 2020     | - Marina Silva (REDE) - Rafael Echeverria Lopes - Enilde Neres Martins - Humberto Adami Santos Junior - André Rodolfo de Lima - Mais de 50 ambientalistas e representantes da sociedade civil | Mudanças na política ambiental brasileira, que desembocaram em efeitos imediatos e catastróficos. No pedido, há destaque para a fala do Ministro do Meio Ambiente Ricardo Salles, que afirmou que o governo deveria aproveitar que a mídia estaria ocupada com a cobertura da pandemia de COVID-19 para "ir passando a boiada". A fala, além de ser categorizada como abuso de poder, seria crime de responsabilidade de Bolsonaro por não reprimi-la. O pedido cita 26 exemplos de desmonte de políticas públicas ambientais, incluindo ataques ao Ibama e ao ICMBio, como obstruição as fiscalizações ambientais, prejudicar a autonomia dos fiscais e a aplicação de multas ambientais por meio do Decreto nº 9.760/19. | Em análise                                              | [ 53 ]     |
| 52        | 14 de julho de 2020     | - CUT - UNE - MST - Deborah Duprat - Mauro de Azevedo - Silvio de Almeida - Chico Buarque - Juca Kfouri - Gregório Duvivier - Dira Paes - Mais de 60 autores e 3000 pessoas e organizações | Desconstrução sistemática de direitos políticos, individuais e sociais. Entre eles, o desmonte das políticas ambientais brasileiras e enfraquecimento de órgãos como o Ibama e o ICMBio, com destaque à fala do Ministro do Meio Ambiente Ricardo Salles sobre "passar a boiada", desmonte de políticas culturais e o rebaixamento do Ministério da Cultura ao nível de secretaria, incluindo perseguição a produções não alinhadas ao governo com o direcionamento ideológico do Fundo Setorial do Audiovisual, direção de editais e paralisação de financiamentos, e ameça ao patrimônio nacional, desprezo pelos direitos sociais, como a assinatura das MPs 927 e 936, que retiram direitos dos trabalhadores, e a postura discriminatória do presidente contra a população LGBTIQA+, o descaso com a pandemia de COVID-19, incluindo desprezo pelas diretrizes científicas, retenção do orçamento de emergência, brigas com prefeitos e governadores, falta de planejamento a nível federal, o incentivo ao uso de medicamento sem eficácia comprovada e desmonte do SUS, e atentados contra a exitência da União, como a firmação de acordos que vão contra o interesse nacional, fomento de conflitos com outras nações, atentados contra a autodeterminação dos povos, violação de tratados internacionais, de direitos humanos e ambientais e descumprimento de normas jurídicas e acordos internacionais. | Em análise                                              | [ 54 ]     |
| 53        | 12 de agosto de 2020    | - Coalizão Negra por Direitos - Emicida - Chico Buarque - Antônio Pitanga - Fernando Meirelles - mais de 600 entidades e personalidades | A data de protocolo remete à Revolta dos Búzios, em 1798. O pedido argumenta que a população negra estaria sofrendo um genocídio, especialmente a população quilombola. Os negros foram os mais afetados durante a pandemia de COVID-19 e o governo se mostrou racista ao desmantelar políticas públicas resultantes das lutas históricas do movimento negro, incluindo o não impedimento da ploriferação de disseminação de ódio racial pelo presidente da Fundação Palmares Sérgio Camargo. Também, o governo teria um viés religioso judaico-cristão, que ameaça as religiões de matriz africana. Outras ações do presidente citadas são ameaças ao Congresso Nacional e ao STF, tentativas de interferência na Polícia Federal para favorecer familiares, ameaças à liberdade de imprensa, ataques a jornalistas, compromentimento do uso do acesso à informação, falta de transparência sobre os dados da pandemia de COVID-19 e o incentivo de uso de medicamento sem eficácia comprovada, a hidroxicloroquina. | Em análise                                              | [ 55 ]     |
| 54        | 1 de setembro de 2020   | Francis Rodrigues da Silva | Crime de responsabilidade por diversos crimes, incluindo sua gestão ambiental, políticas econômicas e sociais, ataques a povos tradicionais, homofobia, ataques a imprensa e aos três poderes, misoginia, discurso de ódio, responsabilidade por crises nacionais e internacionais, imunidade à mineradoras, ataques a indígenas e quilombolas, política de armamento, fome, política de agrotóxicos, relativização da soberania brasileira, o caso Queiroz, entre outros. | Em análise                                              | [ 56 ]     |
| 55        | 22 de setembro de 2020  | João Daniel (PT-SE) | O pedido de impeachment abrange o presidente e o Ministro das Relações Exteriores Ernesto Araújo por atentar contra a soberania nacional e manter relações ideológicas com os Estados Unidos, pela reunião de Araújo com Mike Pompeo em Boa Vista, onde foi discutida a situação da Venezuela. Na reunião, Nicolás Maduro foi acusado de ser um narcotraficante e ambos os países concordaram em colaborar para depor seu governo. | Em análise                                              | [ 57 ]     |
| 56        | 22 de outubro de 2020   | João Pedro Bória Caiado de Castro | Tentativa de golpe de estado por convocar as Forças Armadas para agir como um poder moderador, desmonte das instituições democráticas e atos amorais durante o governo de caráter fascista, como a modificação de nomes de programas de assistencialismo durante a pandemia de COVID-19 para angariar votos e aproximação do Centrão. | Em análise                                              | [ 58 ]     |
| 57        | 17 de novembro de 2020  | Leandro Grass (REDE) | Aditação ao pedido de número 11, acusando o presidente de quebra de decoro por dizer em suas redes sociais que teria "vencido a batalha" contra a CoronaVac pela Anvisa ter suspendido as pesquisas da vacina. | Em análise                                              | [ 59 ]     |
| 58        | 25 de novembro de 2020  | Ledson Cesar Borges Adalberto Santos Rodrigues de Campos | Demora para o lançamento do Auxílio Emergencial, diminuição do valor de R$ 600,00 para R$ 300,00 e prorrogamento do pagamento para o fim de 2020. O pedido também destaca as brigas de Bolsonaro com os governadores durante a pandemia de COVID-19, a defesa da hidroxicloroquina e a participação do presidente nas manifestações golpistas de março de 2020. | Em análise                                              | [ 60 ]     |
| 59        | 9 de dezembro de 2020   | Lauro Chamma Correia | Crime de responsabilidade por desestruturar o Ministério dos Direitos Humanos e o Sistema Nacional de Prevenção e Combate à Tortura e descumprimento de tratados internacionais de direitos humanos firmados pelo Brasil. Como prova, estão anexados denúncias contra Bolsonaro na ONU e uma carta de Lauro enviada à Michelle Bachelet. | Em análise                                              | [ 61 ]     |
| 60        | 11 de janeiro de 2021   | - Rui Falcão (PT) - Outros deputados filiados ao PT | Apologia a tortura por ter debochado e ironizado a tortura sofrida por Dilma Rousseff durante a Ditadura Militar, atentar contra a separação dos poderes por incitar as manifestações de 2020, e ameaças às eleições de 2022 por atacar o sistema eleitoral brasileiro e se posicionar após a invasão do Capitólio nos Estados Unidos em 2021. | Em análise                                              | [ 62 ]     |
| 61        | 14 de janeiro de 2021   | Alexandre Frota (PSDB) | Denúncia de diversos crimes, incluindo os atos antidemocráticos de 2020 e a gestão da Pandemia de COVID-19. | Em análise                                              | [ 63 ]     |
| 62        | 26 de janeiro de 2021   | Edenilton Fernandes | A peça afirma que Bolsonaro superou Adolf Hitler no aspecto da crueldade, ao colocar uma nação inteira sob risco de morte por contrariar as recomendações do Ministério da Saúde e a política de lockdown durante a Pandemia de COVID-19. Também afirma que Bolsonaro é um péssimo militar que fez apologia ao terrorismo, e não respeitou o Regulamento Disciplinar do Exército. | Em análise                                              | [ 64 ]     |
| 63        | 27 de janeiro de 2021   | - PT - PSB - PDT - PSOL - PCdoB - REDE | Negligência durante a Pandemia de COVID-19, que levou à crise de oxigênio em Manaus. Entre as ações, está a minimização da pandemia, chamando o vírus de "gripezinha", atraso na compra de vacinas, seringas e agulhas e elaborar uma estratégia de espalhamento do vírus. | Em análise                                              | [ 65 ]     |
| 64        | 29 de janeiro de 2021   | - Letícia Siqueira das Chagas - Outros membros do Centro Acadêmico XI de Agosto | Má gestão durante a Pandemia de COVID-19, ataques aos três poderes e uso do Estado para benefício próprio, como a exoneração do diretor-geral da Polícia Federal Maurício Valeixo, a nomeação de Alexandre Ramagem como diretor-geral da Abin, tentativa de indicação de Eduardo Bolsonaro como embaixador do Brasil nos Estados Unidos, o esquema das rachadinhas e o envolvimento da família Bolsonaro com Fabrício Queiroz e o assassinato de Marielle Franco. | Em análise                                              | [ 66 ]     |
| 65        | 29 de janeiro de 2021   | José Manoel Ferreira Gonçalves | Gestão criminosa da Pandemia de COVID-19, que levou a um genocídio da população brasileira. Entre os atos, estão a minimização da pandemia, incentivo a desobediência de autoridades estaduais e municipais, compra de fármacos sem a eficiência comprovada, ausência de um plano de vacinação, atritos com o governador João Dória, e omissão de providências durante a falta de oxigênio em Manaus. | Em análise                                              | [ 67 ]     |
| 66        | 29 de janeiro de 2021   | - Josiane Falco - Twila Barroso - Luiz Roberto Guimarães Erhardt | Falta de decoro por declarações preconceituosas, ataques à imprensa e figuras públicas, apologia a medicamentos não eficazes no combate à COVID-19, resistência ao uso de vacinas durante a pandemia, sabotagem na compra da vacina CoronaVac, publicação de vídeo sobre golden shower em sua conta do Twitter, lives com comentários racistas, homofóbicos, gordofóbicos e misóginos, incentivo ao trabalho infantil, interferência na Polícia Federal para privilegiar seus filhos, que levou a renúncia do ex-ministro da Justiça Sérgio Moro, apologia a Ditadura Militar, e minimização das torturas sofridas por Miriam Leitão e Dilma Rousseff | Em análise                                              | [ 68 ]     |
| 67        | 1 de fevereiro de 2021  | - Joênia Wapichana (REDE) - Outros 19 deputados, 2 senadores e 16 organizações indígenas | Diversas violações aos direitos indígenas, incluindo a promulgação da Medida Provisória nº 870/2019, que transferiu a demarcação de terras indígenas ao Ministério da Agricultura, a paralisação da demarcação das terras indígenas, enfraquecimento de órgãos fiscalizadores, incentivo a garimpeiros, madeireiros e outros, assassinato de indígenas, genocídio de povos indígenas por omissão durante a pandemia de COVID-19, comprometimento da segurança interna do país pelo enfraquecimento da Funai, Ibama e do Incra, e exclusão dos povos indígenas dos planos emergenciais durante a pandemia. | Em análise                                              | [ 69 ]     |
| 68        | 2 de fevereiro de 2021  | Alexandre Ferraz | Pede impeachment de Jair Bolsonaro e Sergio Moro por crime de responsabilidade, porém não embasa o suas denúncias com nenhum tipo de prova. | Em análise                                              | [ 70 ]     |
| 69        | 5 de fevereiro de 2021  | - Daniel Araújo Dourado - Ethel Leonor Noia Maciel - Gonzalo Vecina Neto - José Gomes Temporão - Outras 5 autoridades de saúde | Uso do cargo para desacreditar diversas vezes em medidas sanitárias com a eficiência comprovada durante a pandemia de COVID-19, sendo a mais grave a omissão do governo que levou a morte por sufocamento em hospitais de Manaus e Faro. Também usou seu cargo para promover desinformação epidemiológica, ao defender o tratamento precoce, e boicotar a compra de vacinas, como o cancelamento da compra da vacina da Sinovac e a omissão na compra da vacina da Pfizer. | Em análise                                              | [ 71 ]     |
| 70        | 9 de fevereiro de 2021  | Alexandre Frota (PSDB) | Crime de responsabilidade pela conduta do presidente durante a pandemia de COVID-19. Ele deu declarações polêmicas que minimizavam a pandemia, como “não sou coveiro” e “sou messias, mas não faço milagres”, não respeitou o distanciamento social, indo contra as recomendações da OMS e do Ministério da Saúde, e quebrando a Lei n° 1.379/2020 que ele mesmo sancionou, descaso com a população de Manaus, que morreu sufocada, diversas trocas de comando no Ministério da Saúde, a admissão do mais novo Ministro, Eduardo Pazuello, que não tinha conhecimento na área, e a fabricação de ivermectina e cloroquina pelo laboratório do Exército. | Em análise                                              | [ 72 ]     |
| 71        | 24 de fevereiro de 2021 | Conrado Luciano Baptista (PT) | Omissão na gestão durante a pandemia de COVID-19 e fragilização de relações com a China, incluindo o encontro de chanceleres latinoamericanos com a China em 2020, onde Bolsonaro esnobou a vacina da Sinovac e os comentários e críticas ofensivas feitos ao país por ele e sua família, que levaram a manifestações públicas da embaixada chinesa. | Em análise                                              | [ 73 ]     |
| 72        | 25 de fevereiro de 2021 | Fábio Teixeira da Silva | Má gestão durante a pandemia de COVID-19. Bolsonaro deu diversas declarações minimizando o vírus, chamando-o de "gripezinha" e que a pandemia estava superdimensionada e chegando ao fim. Também apareceu em público sem máscara, incentivou o uso de cloroquina mesmo sem ter eficácia comprovada e agiu deliberadamente para espalhar o vírus, ação que se enquadra em genocídio. | Em análise                                              | [ 74 ]     |
| 73        | 25 de fevereiro de 2021 | Conrado Luciano Baptista (PT) | Adendo ao pedido de número 71, com reconhecimento em firma e assinatura. | Em análise                                              | [ 75 ]     |
| 74        | 26 de março de 2021     | - Romi Bencke - Outros 380 líderes evangélicos e católicos | Negacionismo, menosprezo e sabotagem durante a pandemia de COVID-19. Entre suas ações, estão infringir o direito à saúde, colocar os seus interesses políticos à frente dos interesses da nação, descredibilizar as instituições científicas, represar os recursos destinados ao combate da pandemia, incentivar a população a se medicar com fármacos sem eficácia comprovada, expor povos tradicionais “a própria sorte”, além de negligenciar a situação do sistema de saúde de Manaus e de travar uma “Guerra da Vacina em pleno século XXI”. | Em análise                                              | [ 76 ]     |
| 75 - 104  | 31 de março de 2021     | - Centro Acadêmico XI de Agosto - Centro Acadêmico da Universidade de Brasília - Federação Nacional de Estudantes de Direito - Centro Acadêmico de Direito da Universidade Federal de Alagoas - Centro Acadêmico Mário Machado da Fundação Getúlio Vargas - Centro Acadêmico Hugo Simas da Universidade Federal do Paraná - Outras entidades | O pedido de impeachment foi articulado pela USP com outros centros acadêmicos para ser protocolado em massa. Entre os temas denunciados estão a sabotagem do governo Executivo durante a pandemia de COVID-19, sendo citada como exemplo fala do presidente onde ele diz não poder fazer nada, recusa de usar máscara de proteção, incentivo a aglomerações, demissão de Ministros da Saúde, o não repasse de verbas para financiamento de UTIs, boicote, atraso e omissão na compra de vacinas, incentivo de uso de medicamentos com eficiência não comprovada, como cloroquina e postura indigna e desonrosa. | Em análise                                              | [ 77 ]     |
| 105       | 3 de abril de 2021      | - Rui Tavares Maluf - Pedro Tavares Maluf | Atentado contra o Estado Democrático de Direito por ameaça a jornalistas e políticos, como João Doria, e presença em atos que pedem por golpe militar e fechamento do Congresso Nacional e do Supremo Tribunal Federal. | Em análise                                              | [ 78 ]     |
| 106       | 5 de abril de 2021      | Alexandre Frota (PSDB) | Risco de golpe de estado evidenciado pela renúncia do Ministro da Defesa Fernando Azevedo, suposta apropriação do Exército por disputa política ao declarar que ele era o "meu exército" e que não cumpririam medidas de lockdown e histórico de crimes de responsabilidade. | Em análise                                              | [ 79 ]     |
| 107       | 6 de abril de 2021      | - Randolfe Rodrigues (REDE-AP) - Jean Paul Prates (PT-RN) - Alessandro Molon (PSB-RJ) - Marcelo Freixo (PSOL-RJ) - Arlindo Chinaglia (PT-SP) | Uso das Forças Armadas contra as instituições brasileiras, evidenciado pela crise criada pela renúncia Edson Pujol, Ilques Barbosa e Antônio Carlos Bermudez. | Em análise                                              | [ 80 ]     |
| 108 - 113 | 7 de abril de 2021      | Diversas entidades | Pedidos copiados do de número 75. | Em análise                                              | [ 81 ]     |
| 114       | 14 de abril de 2021     | - Randolfe Rodrigues (REDE-AP) - Jean Paul Prates (PT-RN) - Alessandro Molon (PSB-RJ) - Marcelo Freixo (PSOL-RJ) - Arlindo Chinaglia (PT-SP) | Pedido duplicado do de número 107. | Em análise                                              | [ 82 ]     |
| 115       | 14 de abril de 2021     | - Randolfe Rodrigues (REDE-AP) - Jean Paul Prates (PT-RN) - Alessandro Molon (PSB-RJ) - Marcelo Freixo (PSOL-RJ) - Arlindo Chinaglia (PT-SP) | Aditamento do pedido de número 107. Crime de responsabilidade por áudio vazado de Jorge Kajuru (Podemos) onde Bolsonaro sugere intervir no Poder Legislativo, sob o contexto da CPI da COVID. Bolsonaro também teria pressionado parlamentares e ministros do Supremo Tribunal Federal. | Em análise                                              | [ 83 ]     |
| 116       | 20 de abril de 2021     | Marco Alessandro Berquó Nunes | Negacionismo do Governo Federal durante a pandemia de COVID-19, incluindo falas do presidente e pesquisa do Centro de Estudos e Pesquisas de Direitos Sanitários e Conectas Direitos Humanos que concluiu que o governo federal deliberadamente atuou para o não-enfrentamento da pandemia. Ainda, salienta a interferência na Polícia Federal, às declarações hostis em relação à China no contexto da compra do imunizante CoronaVac e a intervenção nos negócios peculiares de estados e municípios no enfrentamento da pandemia. | Em análise                                              | [ 84 ]     |
| 117       | 5 de maio de 2021       | Tatiane Renata Trindade Novais | Cópia do de número 75. | Em análise                                              | [ 85 ]     |
| 118       | 17 de maio de 2021      | - Augusto Luiz Melaré - Bárbara Gonçalves Teixeira | O pedido foi baseado no Parecer Técnico nº TC 016.708/2020-2 do Tribunal de Contas da União, que cita a omissão do presidente e falta de organização do governo no enfrentamento da pandemia de COVID-19. | Em análise                                              | [ 86 ]     |
| 119       | 24 de maio de 2021      | Alexandre Frota (PSDB) | Atualização dos pedidos anteriores (14, 39, 61, 70 e 106) com destaque às “omissões do mandato presidencial no combate ao coronavírus”. Entre os destaques do pedido, estão aglomerações onde o presidente esteve presente em Maranhão, Rio de Janeiro e em Quito e os depoimentos contraditórios de Fabio Wajngarten e Eduardo Pazuello na CPI da COVID-19. | Em análise                                              | [ 87 ]     |
| 120       | 25 de maio de 2021      | - Felipe Neto - Xuxa Meneghel - Padre Júlio Lancellotti - Walter Casagrande - Ailton Krenak - Movimento Vidas Brasileiras | Acusação de sabotagem durante a pandemia de COVID-19, como o espalhamento de notícias falsas sobre vacinas e aos riscos da pandemia, atrasar o processo de imunização, provocar aglomeração, desestimular uso de máscaras e determinar a produção de hidroxicloroquina. O pedido traz como consequência o colapso do sistema de saúde do Amazonas. | Em análise                                              | [ 88 ]     |
| 121       | 31 de maio de 2021      | José Manoel Ferreira Gonçalves | O pedido chama a gestão de Bolsonaro durante a pandemia de COVID-19 de genocídio. Ele cita o depoimento incongruente de Eduardo Pazuello durante a pandemia de COVID-19 e as ofertas ignoradas de vacina da Pfizer. | Em análise                                              | [ 89 ]     |